# Asterostegus maini
Asterostegus maini is een slangster uit de familie Euryalidae.
De wetenschappelijke naam van de soort werd voor het eerst geldig gepubliceerd in 2003 door Donald George McKnight.